# 托马·德尼
托马·德尼（法語：Thomas Denis，1997年7月18日—），法国自行车运动员，2016年欧洲场地自行车锦标赛男子团体追逐赛金牌得主、2017年欧洲场地自行车锦标赛男子团体追逐赛金牌得主、2021年世界场地自行车锦标赛男子团体追逐赛银牌得主、2022年欧洲场地自行车锦标赛男子团体追逐赛金牌得主、2023年欧洲场地自行车锦标赛男子团体追逐赛铜牌得主。